# Hypodematiaceae
Hypodematiaceae je čeleď kapradin z řádu osladičotvaré. Jsou to skalní nebo pozemní kapradiny s vícenásobně zpeřenými, středně velkými listy. Čeleď zahrnuje asi 20 druhů ve 3 rodech a je rozšířena zejména v Africe a Asii. Plášťovka kmínková (Didymochlaena truncatula) se vyskytuje v tropech celého světa. Hypodematiaceae jsou relativně novou čeledí, jejíž zástupci byli v minulosti řazeni do rozdílných čeledí.

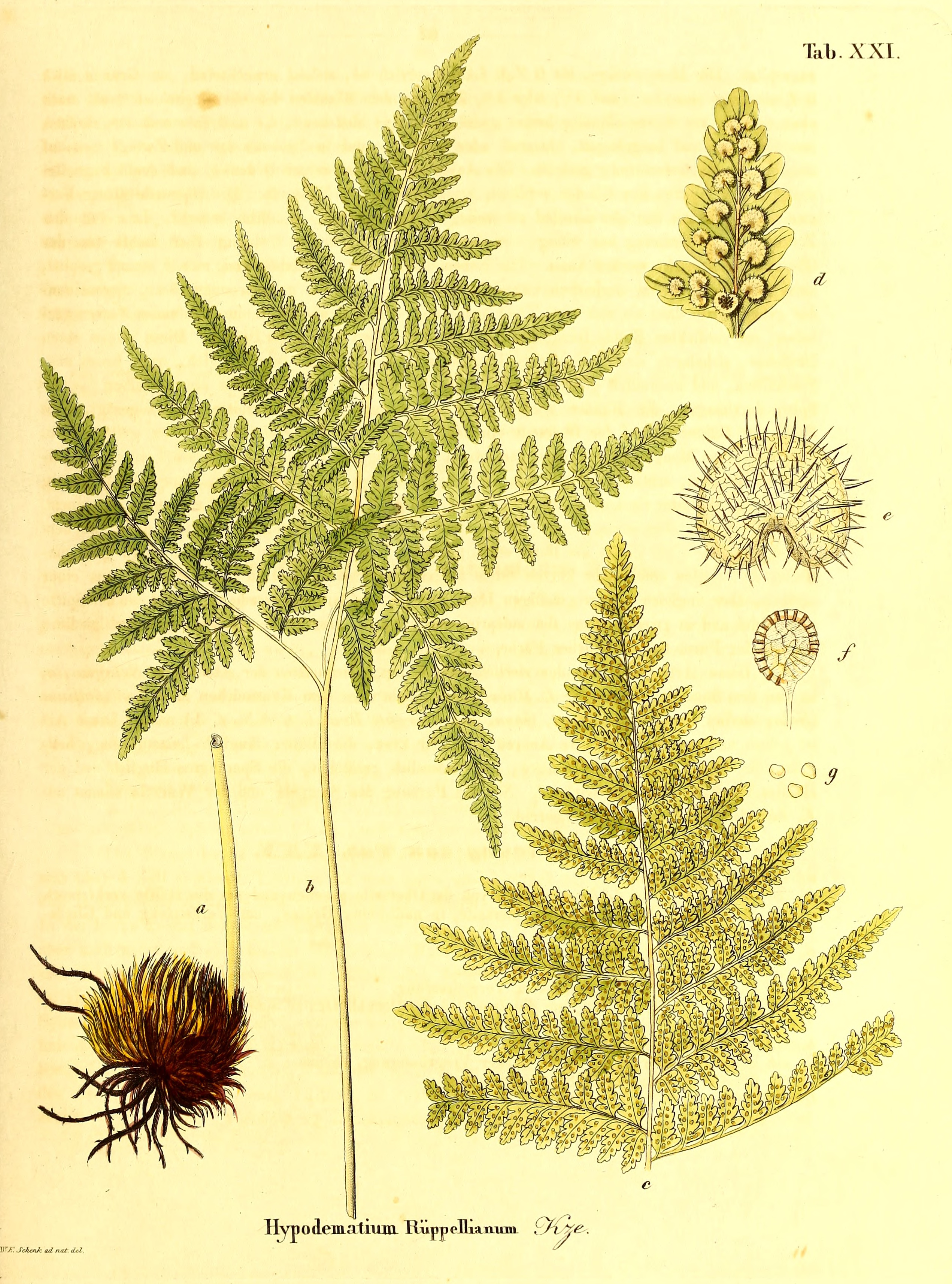
Kresba Hypodematium ruppellianum

## Popis
Zástupci čeledi Hypodematiaceae jsou středně velké kapradiny, rostoucí na skalách nebo řidčeji na zemi. Oddenky jsou krátce nebo dlouze plazivé, tuhé, hustě pokryté kopinatými plevinami a někdy i chlupy. Čepel listů je trojúhelníkovitá nebo podlouhle vejčitá až vejčitě pětiúhelníkovitá, 2x až 4x zpeřená, měkká nebo papírovitá. Na ploše čepele i žilnatině jsou často jednoduché nebo žláznaté chlupy. Žilky jsou volné, zpeřené, postranní žilky jednoduché nebo vidličnaté. Výtrusné kupky jsou okrouhlé, kryté velkou, okrouhlou nebo ledvinovitou ostěrou pokrytou jednoduchými nebo žláznatými chlupy nebo výjimečně lysou. Spory jsou elipsoidní, monoletní.

## Rozšíření
Čeleď zahrnuje 3 rody a asi 20 druhů, rozšířených ve Starém světě od tropů po teplé oblasti mírného pásu a také v tropických oblastech Latinské Ameriky. Největším rodem čeledi je Hypodematium. Zahrnuje asi 13 druhů a je rozšířen zejména v subtropických a teplejších mírných oblastech Afriky a Asie. Rod Leucostegia zahrnuje 2 druhy a je rozšířen v Asii od Indie a Číny po Tichomoří. Rod Didymochlaena je monotypický a jeho jediný zástupce, Didymochlaena truncatula, má velmi široké rozšíření ve vlhkých tropech téměř celého světa.
Druhy rodů Hypodematium a Leucostegia jsou typicky skalní kapradiny s plazivými oddenky, zatímco Didymochlaena truncatula roste v podrostu tropických pralesů, má krátký a přímý kmínek a svým vzrůstem často připomíná nízkou stromovitou kapradinu.

## Taxonomie
Čeleď Hypodematiaceae má relativně krátkou taxonomickou historii a sešly se v ní 3 rody v minulosti řazené do rozdílných čeledí.
Rod Hypodematium byl řazen do Athyriaceae (papratkovité), rod Didymochlaena do Dryopteridaceae (kapraďovité) a rod Leucostegia do Davaliaceae (davaliovité). Po nějaký čas byly všechny 3 rody provizorně řazeny do Dryopteridaceae s tím, že je třeba dalšího výzkumu. Podle výsledků molekulárních studií stojí čeleď Hypodematiaceae na bázi skupiny označované jako Eupolypods I.

## Zástupci
- plášťovka kmínková (Didymochlaena truncatula)[6]

## Význam
Plášťovka kmínková je pěstována ve sklenících botanických zahrad i jako pokojová rostlina. Vyžaduje vysokou vlhkost, polostín a bohatou půdu. Je vysazena např. v tropickém skleníku Pražské botanické zahrady v Tróji.

## Přehled rodů
Didymochlaena, Hypodematium, Leucostegia